# قراوة (بني فراسن)
قراوة هي إحدى مشيخات المملكة المغربية، تتبع جغرافيا لإقليم تازة وإداريًا لبني فراسن. يقدر عدد سكانها بـ 6735 نسمة حسب الإحصاء الرسمي للسكان والسكنى لسنة 2004.